# Liste der Kulturdenkmäler in Belgweiler
In der Liste der Kulturdenkmäler in Belgweiler sind alle Kulturdenkmäler der rheinland-pfälzischen Ortsgemeinde Belgweiler aufgeführt. Grundlage ist die Denkmalliste des Landes Rheinland-Pfalz (Stand: 27. Oktober 2023).

## Einzeldenkmäler
| Bezeichnung                  | Lage                                         | Baujahr                            | Beschreibung | Bild            |
| ---------------------------- | -------------------------------------------- | ---------------------------------- | --- | --------------- |
| Katholische Kapelle St. Anna | Hauptstraße Lage                             | erste Hälfte des 18. Jahrhunderts  | kleiner Saalbau, erste Hälfte des 18. Jahrhunderts                                                                                      | Fotos hochladen |
| Hofanlage                    | Hauptstraße 8 Lage                           | 1872                               | Streckhof; Fachwerkhaus, Ökonomietrakt bezeichnet 1872                                                                                  | BW              |
| Quereinhaus                  | Hauptstraße 15 Lage                          | 19. Jahrhundert                    | Quereinhaus, Fachwerk verputzt, 19. Jahrhundert                                                                                         | BW              |
| Brunnen                      | Hauptstraße, Ecke Mühlenweg Lage             | 1884                               | Brunnenbecken, Gusseisen, bezeichnet „Stromberger Hütte 1884“                                                                           | BW              |
| Mühle                        | Mühlenweg 3 Lage                             | 18. Jahrhundert                    | ehemalige Mühle; Fachwerkhaus, Krüppelwalmdach, 18. Jahrhundert                                                                         | BW              |
| Hofanlage                    | östlich des Ortes (Wimmersbacher Hof 1) Lage | zweite Hälfte des 19. Jahrhunderts | Fachwerkhaus, teilweise massiv und verschiefert, zweite Hälfte des 19. Jahrhunderts, Scheune, teilweise Fachwerk; bauliche Gesamtanlage | Fotos hochladen |